# Renato Anselmi (Musiker)
Renato Vittorio Anselmi (* 23. August 1941 in Zürich) ist ein Schweizer Jazzmusiker (Piano, Keyboards, Arrangement, Komposition).
Anselmi erhielt ab dem siebten Lebensjahr Klavierunterricht bei Margrit Rederer und am Konservatorium Zürich. 1958 nahm er am Zürcher Amateur-Jazzfestival teil; zwischen 1959 und 1962 war er Mitglied des Quartetts von Remo Rau, mit dem er auch im Cafe Africana und auf Festivals auftrat. Seit 1966 war er als Berufsmusiker, Arrangeur und Komponist tätig. Mit seinem Ensemble trat er 1967 und 1968 beim Jazzfestival Zürich auf. Von  1969 bis 1970 war er Mitglied des  Sextetts von Pepe Lienhard. Anschliessend bildete er die Jazzrock-Band «Paecock» (mit Fernando Vicencio), aus der er die heute noch bestehende Peacock Party Band entwickelte; auch begleitete er Bill Ramsey. In den nächsten Jahren trat er mit den Gruppen «Revenge» (mit Kurt Weil), «Emphasis» (mit Pierre Cavalli), «Flute Circle» (mit Fernando Vicencio) sowie «Isolierband» (mit Bruno Spoerri) auf. Weiterhin begleitete er Eddie Daniels (1983) sowie Harvey Mason, Kirk Whalum und Alphonso Johnson (1986) und war Mitglied des Jazz-Quartetts des Schweizer Radios DRS. Anselmi schrieb auch für den Film (Die Magd, 1976, Lisi und der General, 1986) und produzierte Entspannungsmusik.

## Diskographische Hinweise

### Alben
- Emphasis (Pick, 1975)
- Renato Anselmi: To his friends (1976, mit Lennart Axelsson, Andy Scherrer, Thomas Moeckel u. a.)
- Renato Anselmi: Know What I Mean? (Polydor, 1981, mit Fernando Fantini, Max Lässer u. a.)
- DRS Jazz Quartett (DRS, 1986)
- It Had to Be You (DRS, 1988)
- Ora Blu (Canaris & Elite Special, 1989)
- Fernand Fantini, Renato Anselmi, Roman Dylag, René Gubelmann: Reine de Musette (1991)
- Entrance To Eden (Tudor, 1995)
- Back To Paradise (Tudor, 1995)
- Island Of Dreams (Tudor, 1997)

### Zusammenstellungen
- Dreams In Harmony - Relaxation (Jaba Music Exklusiv, 1996) (mit Günther O. Ehrig)
- Trance (Jingo Records, 1999) (Taiwanese Traditional Chinese: 夢遊地帶)

## Lexigraphische Einträge
- Bruno Spoerri (Hrsg.):  Biografisches Lexikon des Schweizer Jazz. CD-Beilage zu: Bruno Spoerri (Hrsg.): Jazz in der Schweiz. Geschichte und Geschichten. Chronos-Verlag, Zürich 2005, ISBN 3-0340-0739-6.